# Church Island (Garadice Lough)
Das 4048 m² große Church Island (irisch: Inis Mór) im Garadice Lough ist eine von drei Inseln, im Garadice Lough im County Leitrim in Irland befinden. Der Garadice Lough ist ein See südlich von Drumreilly am Shannon-Erne-Kanal, der die Republik Irland mit Nordirland verbindet.

## Die Insel
Die alten Gemäuer auf der Insel gehören zur Ruine einer Kirche. Das Namebook für Leitrim berichtet, dass es auf Church Island ein Gräberfeld gab, welches für die Beerdigungen des Clan O’Rourke reserviert war. Heute sind auf der Insel keine Grabsteine mehr sichtbar. Auch laut einer lokalen Überlieferung erhielt Church Island seinen Namen aufgrund des einst auf ihr befindlichen Begräbnisplatzes. Die O’Rourkes waren zeitweise Könige des mittelalterlichen Königreichs Bréifne. Ihr Hauptsitz befand sich auf Inis na dTorc (Cherry Island), nahe Church Island und auf dem nahen Festland. Der Clanchef Tigernán Ua Ruairc (anglisiert Tiernan O’Rourke, 1100–1172) und seine Frau Derbforgaill (1108–1193) förderten den Kirchenbau von Clonmacnoise und Mellifont Abbey.

## Die Kirche auf Church Island
Die alten Mauern auf der Insel gehören zur Ruine einer Kirche, deren Vorläufer von Tiegherneach O’Rourke im Jahre 547 n. Chr. erbaut wurde. Die Kirchenruine besteht aus Gebäudeteilen aus dem späten 12. beziehungsweise frühen 13. Jahrhundert (Westseite). Die Erweiterung auf der Ostseite entstand Mitte des 15. Jahrhunderts. Die Überreste der Kirche waren zwischenzeitlich völlig von Pflanzen überwuchert.
Das ursprüngliche Gebäude hatte ein Breiten/Längen-Verhältnis von 1:1,68, was im Bereich zeitgleicher Gebäude liegt. Die verfallene Kirche misst etwa 13 × 5 Meter. Untersuchungen ergaben, dass das größere (östliche) Fenster im 15. Jahrhundert entstanden ist, das kleinere (südliche) Fenster stammt vermutlich aus dem 12. oder 13. Jahrhundert. Es entstand wohl zeitgleich mit dem Bau des westlichen Gebäudeteiles, obwohl es sich heute im neueren Teil des Bauwerks befindet. Das heutige Ostfenster hat nur scheinbar einen „ogee head“ (Eselsrücken), welcher typisch für das 15. Jahrhundert ist, in Wirklichkeit handelt es sich um einen stark höckerigen gleichseitigen Spitzbogen. Das ursprüngliche Ostfenster war ein hohes, schmales Lanzettfenster.
Church Island diente bis Mitte des 20. Jahrhunderts als Viehweide; dann wurde die Insel von Coillte, einem irischen Forstwirtschaftsbetrieb, erworben und mit Kiefern bepflanzt. Das Holz wurde im Jahre 2002 geschlagen; heute bedecken nur noch Baumstümpfe und Dickicht die Insel.
Die Archäologen Blake Anderson und Kieran O’Conor von der „National University of Ireland“ in Galway besichtigten 2005 die Insel. Sie sorgten für die archäologische Betreuung der Stabilisierungsarbeiten.
Auf der Insel befindet sich ein Bullaun. Diese Art von vorchristlichen Artefakten befindet sich häufig bei frühchristlichen Plätzen.
Im See befinden sich auch die Inseln Cherry und Swan Island.